# Медакович, Милорад
Милорад Медакович (серб. Милорад Медаковіћ; ноябрь 1824, Зрманя, Хорватия — 26 марта 1897, Белград) — сербский дипломат, публицист, писатель и историк Черногории, биограф Негошей. Младший брат Данилы Медаковича.
Являлся секретарём и воеводой черногорского князя Данилы I Петровича.
В 1851 году в Землине начал издавать газету «Войводянка» («Војвођанка»), но в том же году издание было запрещено.

## Важнейшие труды
- «История Черногории с древнейших времён до 1830 г.» (Повестница Црнегоре од најстаријег времена до 1830. Землин, 1850).
- «Жизнь и обычаи черногорца» (Живот и обичаіе Црногораца. Нови Сад, 1860).
- «Сербское восстание 1806—1810 гг.» (Устанак србски од 1806—1810 год. Нови Сад, 1866).
- «Черногория и одно предсказание о ней» (Црна Гора и нека објашњења о њој. Нови Сад, 1868.
- «Кто является другом Сербии» (Ко је пријатељ Србији. Београд, 1882).
- «Христиане на Балканском полуострове и их судьба» (Христијани на Балканском полуострву и њихова судбина. Београд, 1885).
- «Цетинье — черногорская столица» (Цетиње црногорска престоница. Нови Сад, 1894).